# Uzeldikra grisea
Uzeldikra grisea är en insektsart som beskrevs av Irena Dworakowska 1979. Uzeldikra grisea ingår i släktet Uzeldikra och familjen dvärgstritar. Inga underarter finns listade i Catalogue of Life.